# Emmet, Nebraska
Emmet är en ort (village) i Holt County i Nebraska. Orten har fått sitt namn efter rebelledaren Robert Emmet. Vid 2010 års folkräkning hade Emmet 48 invånare.